# Stian Reinertsen
Stian Theodor Reinertsen (Sandnessjøen, 1º aprile 1978) è un giocatore di calcio a 5 ed ex calciatore norvegese, difensore del Ranheim.

## Carriera
Reinertsen ha giocato per il Sandnessjøen dal 1995 al 2001. Attivo anche nel calcio a 5, ha partecipato con la Nazionale AMF della Norvegia al campionato mondiale 2003. Sempre con questa selezione, ha partecipato anche al campionato europeo UEFS 2004.
Nel 2008 è stato costituito il primo campionato organizzato ufficialmente dalla Norges Fotballforbund e che ha preso il nome di Futsal Eliteserie. Reinertsen lo ha disputato nelle file del Nidaros. In virtù delle sue prestazioni nel campionato 2008-2009, ha ricevuto il premio come miglior giocatore stagionale. Ha anche contribuito alla vittoria del titolo nazionale in quella stessa stagione ed alla conseguente partecipazione alla Coppa UEFA 2009-2010.
A novembre 2009 è stato convocato dal commissario tecnico Esten Oddmund Sæther nella prima rosa in assoluto della neo-costituita Nazionale di calcio a 5 della Norvegia, posta sotto l'egida della Norges Fotballforbund ed affiliata all'UEFA: la squadra avrebbe sostenuto uno stage ad Oslo. Reinertsen non ha giocato alcuna partita in Nazionale: a suo dire, il motivo era da ricercare nel modulo usato da Sæther, che privilegiava un 3:1 poco adatto alle sue caratteristiche, che invece si sposavano meglio in un 2:2.
Reinertsen ha continuato a giocare per il Nidaros fino al termine del campionato 2014-2015. Nell'autunno 2016 ha contribuito alla fondazione del Ranheim Futsal, per cui ha iniziato anche a giocare.

## Statistiche

### Presenze e reti nei club
| Stagione            | Club                | Campionato          | Campionato | Campionato | Coppe nazionali | Coppe nazionali | Coppe nazionali | Coppe continentali | Coppe continentali | Coppe continentali | Supercoppe | Supercoppe | Supercoppe | Totale | Totale |
| Stagione            | Club                | Comp                | Pres       | Reti       | Comp            | Pres            | Reti            | Comp               | Pres               | Reti               | Comp       | Pres       | Reti       | Pres   | Reti   |
| ------------------- | ------------------- | ------------------- | ---------- | ---------- | --------------- | --------------- | --------------- | ------------------ | ------------------ | ------------------ | ---------- | ---------- | ---------- | ------ | ------ |
| 1995                | Sandnessjøen        | 3D                  | ?          | ?          | CN              | ?               | ?               | -                  | -                  | -                  | -          | -          | -          | ?      | ?      |
| 1996                | Sandnessjøen        | 2D                  | ?          | ?          | CN              | ?               | ?               | -                  | -                  | -                  | -          | -          | -          | ?      | ?      |
| 1997                | Sandnessjøen        | 2D                  | ?          | ?          | CN              | ?               | ?               | -                  | -                  | -                  | -          | -          | -          | ?      | ?      |
| 1998                | Sandnessjøen        | 3D                  | ?          | ?          | CN              | ?               | ?               | -                  | -                  | -                  | -          | -          | -          | ?      | ?      |
| 1999                | Sandnessjøen        | 3D                  | ?          | ?          | CN              | ?               | ?               | -                  | -                  | -                  | -          | -          | -          | ?      | ?      |
| 2000                | Sandnessjøen        | 3D                  | ?          | ?          | CN              | ?               | ?               | -                  | -                  | -                  | -          | -          | -          | ?      | ?      |
| 2001                | Sandnessjøen        | 3D                  | ?          | ?          | CN              | ?               | ?               | -                  | -                  | -                  | -          | -          | -          | ?      | ?      |
| Totale Sandnessjøen | Totale Sandnessjøen | Totale Sandnessjøen | ?          | ?          |                 | ?               | ?               |                    | -                  | -                  |            | -          | -          | ?      | ?      |
| Totale              | Totale              | Totale              | ?          | ?          |                 | ?               | ?               |                    | -                  | -                  |            | -          | -          | ?      | ?      |